# Joel Filani
Joel O. Filani (8 de diciembre de 1983 en Tempe, Arizona) es un jugador profesional de fútbol americano juega la posición de wide receiver para Chicago Rush en la Arena Football League. Fue seleccionado por Tennessee Titans en la sexta ronda del Draft de la NFL de 2007. Jugó como colegial en Texas Tech.
También participó con Minnesota Vikings, Seattle Seahawks, Detroit Lions, St. Louis Rams, Tampa Bay Buccaneers en la National Football League y California Redwoods en la United Football League.